# Robert Drewe
Robert Duncan Drewe (* 9. Januar 1943 in Melbourne) ist ein australischer Romancier, Journalist und Autor von Kurzgeschichten.

## Leben
Drewe wurde in Melbourne geboren, ging jedoch mit seinen Eltern im Alter von sechs Jahren nach Perth. Er ging zur Hale School, einer unabhängigen anglikanischen Privatschule. Nach dem Schulabschluss blieb er in Perth und begann als Reporter für die Zeitung The West Australian im Jahre 1961. Als er später eine Anstellung bei der Tageszeitung The Age bekam, ging er zurück nach Melbourne. Er war Leiter des Feuilletons der Zeitung The Australian von 1971 bis 1974. Danach betätigte er sich als freier Schriftsteller.
Drewe hat sieben Kinder aus drei Ehen. Im Jahre 2005 ging Drewe mit seiner Frau Candida Baker und ihren beiden Kindern in den äußersten Norden von New South Wales in die Nähe von Byron Bay. Dies begründete er unter anderem damit, dort „mehr schreiben zu wollen.“
Robert Drewe erhielt zweimal den Walkley Award, einen australischen Preis für hervorragende Leistungen im Journalismus.

## Werke
Von Robert Drewe sind bis ins Jahr 2010 sechs Romane, vier Bände Kurzgeschichten und zwei Sachbücher erschienen. Er ist der Herausgeber weiterer fünf Bände Kurzgeschichten oder anderer Prosa. Sein Roman Our Sunshine wurde als Vorlage für ein Filmdrehbuch genutzt, dass unter dem Titel Ned Kelly im Jahre 2003 zu einem Film verarbeitet wurde. Sein Roman The Shark Net wurde Vorlage für eine Kurzserie in drei Teilen für das Fernsehen.
Die gesammelten Manuskripte von Robert Drewe stehen im „Scholars’ Centre“ der University of Western Australia Library für die wissenschaftliche Auswertung zur Verfügung. Die Werke von Robert Drewe sind bisher (2010) nicht ins Deutsche übersetzt worden.

### The Savage Crows
Der Debütroman Drewes spiegelt die Situation der Urbevölkerung Australiens in der Arbeit des Protagonisten Stephen Crisp an seiner Dissertation. Der Roman reiht sich ein in die literarische Aufarbeitung der Geschichte Australiens, nämlich speziell die Interaktion der europäischen Einwanderer mit den Aborigines und schließlich fast komplette Ausrottung dieser Volksgruppe in Tasmanien. Der Roman wird damit Teil der kritischen Wiederaneignung der australischen Geschichte nach der Ankunft der Europäer, die in der Zeit um die 200-Jahr-Feier Australiens im Jahre 1989 starke Beachtung fand.
Zwei Erzählstränge wechseln ab: Der erste Erzählstrang des Romans beschreibt das Privat- und Beziehungsleben des jungen Historikers Crisp in Sydney. Crisp arbeitet privat seine gescheiterte Beziehung auf. Auf einer weiteren Ebene wird die Beschäftigung Crisps mit den Texten des gutwilligen, jedoch inkompetenten George Augustus Robinson beschrieben, die um 1830 entstanden waren. In den von Crisp zitierten Papieren beschreibt Robinson seine Anstrengungen, zunächst den Aborigines auf der am D’Entrecasteaux Kanal liegenden und Tasmanien vorgelagerten Insel Bruny Island europäisches und christliches Verhalten und Leben beizubringen. Robinsons Bemühungen haben fürchterliche Auswirkungen und die Einheimischen sterben in kurzen Abständen, wenn sie nicht entkommen können. Durch die Präsentation der essentiell politisch-historischen Kritik als Zitat aus einem nüchternen historischen Bericht entsteht ein starker Kontrast zwischen dem angenehmen Leben des städtischen Wissenschaftlers mit seinen privaten und Beziehungsproblemen und den brutalen Gegebenheiten des Pionierlebens und der Situation der Aborigines. Das Buch erhält seinen Realitätsgehalt auch durch genaue geographisch und historisch eindeutig identifizierbarer Detailtreue in seinem historischen Erzählungsstrang.

### The Bodysurfers
Drewes erstem Band mit Erzählungen, „The Bodysurfers“ wird das Verdienst zugeschrieben, den Strand als prägende Erfahrung ins Bewusstsein Australiens gehoben zu haben. Die Personen in „The Bodysurfers“ blicken auf das Meer hinaus. In den Geschichten in „The Bodysurfers“ „… die eine Art von australischem Hedonismus zeigen, war Drewe eine der ersten, der die prägende australische kulturelle Erfahrung thematisieren, die nicht auf das Landesinnere bezogen ist, sondern auf den Strand.“ Als Kontrapunkt dient die Geschichte "The Last Explorer", in der die Hauptperson, die den größten Teil des Lebens im Outback verbracht hat, noch im Krankenhaus sein Krankenbett vom Fenster wegdreht, um die See nicht sehen und das Geräusch der Wellen nicht mehr hören zu müssen.
Der Titel und das Umschlagfoto der Buchausgabe der ersten Sammlung von Kurzgeschichten von Robert Drewe nach einem Gemälde von Charles Meere deutet bereits auf diesen Kontext der Geschichten: Sie spielen mit einer Ausnahme in Australien, sie spielen allesamt am Wasser, es ist Hochsommer. Die Hauptpersonen der Geschichten sind Männer der Lang-Familie die sich an Bruchlinien ihres Lebens befinden. Die Beziehungen zu ihren Frauen sind in einer problematischen Phase. Inhaltliche Klammer aller einzelnen Geschichten ist die Beschäftigung mit Personen der Familie Lang. Einige Geschichten haben einen starken sexuellen Aspekt. Auch autobiographische Anklänge und Anregungen spielen – wie auch später in Drewes Geschichten – eine Rolle.
Beispielhaft ist die erste Geschichte des Bandes, ‘The Manageress and the Mirage’, in der ein Mittagessen der kürzlich verwitweten Hauptperson mit seinen drei Kindern am Weihnachtstag geschildert wird. Der Ich-Erzähler spricht aus der Perspektive eines der Kinder. Der Vater versucht, die Kinder aufzuheitern, hat aber seinen Kummer schon besser überwunden als die Kinder zunächst ahnen: Die Geschäftsführerin des Hotels ist ihm schon sehr nahe. Drewe sagte später in einem Interview: „Mich interessiert der Mann um die fünfzig. Das bedeutet sich anzuschauen, wie wir eigentlich wirklich leben. Die meisten von uns gehören zur Mittelklasse und leben nahe am Wasser.“ Die Sammlung nimmt wesentliche Erzählelemente der Short Story auf: Lakonischer Sprachgestus, die erzählte Zeit ist sehr kurz, überraschende kurze Wendungen der Handlung am Ende oder offener Schluss, kurzer Satzbau. Das Buch wird immer wieder nachgedruckt.

### The Shark Net
The Shark Net ist ein semi-autobiographischer Roman, aus der Zeit von Robert Drewes Kindheit und Jugend. Es ist vielleicht am besten zu charakterisieren als eine Lebenserinnerung in Romanform. Es wurde Vorlage einer TV-Miniserie von ABC. Der Titel des Romans, Shark Net, ist eine Metapher für die Handlungen eines Hauptcharakters der Geschichte des Serienmörders Eric Edgar Cooke, dessen Wege sich mit denen von Drewe in seiner Kindheit mehrfach kreuzten. Er kann auch interpretiert werden als das Vertrauen auf falsche Sicherheit. Das Spannen eines Hainetzes ist eine an Stränden Australiens übliche Art, die Anzahl von Haiattacken auf Menschen zu begrenzen. Es arbeitet nach dem Prinzip „weniger Haie, weniger Angriffe“, gibt jedoch keine absolute Sicherheit.
Der Roman beschreibt Drewes Leben von seinen frühesten Erinnerungen in Melbourne, seine Kindheit in Perth, den Schulbesuch an der Hale School und seine Beziehungen zu seinem Vater, eines höheren Angestellten bei dem Gummiwarenhersteller Dunlop. Es enthält auch die Themen des Erwachsenwerdens und der Adoleszenz sowie die Geschichte von Eric Cooke, der ein Mitarbeiter von Drewes Vater bei Dunlop war. Details der Geschichte von Cooke basiert auf Interviews mit dessen Familie und eigenem Erleben als Reporter für die Zeitung The West Australian. Er berichtete über die Verhaftung und später die Gerichtsverhandlung.
Der Roman wird augenblicklich (2009) als Lektüre im Fach Englisch in den Schulen der australischen Bundesstaaten New South Wales, South Australia, Western Australia, Victoria und Tasmanien benutzt.

### Grace
Grace ist Drewes Roman über den Beginn des 21. Jahrhunderts. Er beschrieb darin die Dinge, „an denen er leidenschaftlich interessiert ist … wie Beziehungen, Politik, Umweltprobleme, Menschenrechte … und Dinge von denen ich glaube, dass sie in die falsche Richtung gehen und die das Gesicht Australiens zu seinem Nachteil verändern“. Er wurde wie er selbst sagte, dazu angeregt durch seinen Ärger über „unsere abstoßende Behandlung von Asylbewerbern und jene unglückseligen illegalen Fischer in ihren zerbrechlichen Booten“. Es wurde beschrieben als teilweise Kriminalroman, teilweise road movie.

## Bibliographie

### Romane
- The Savage Crows (1976), Sydney: Picador, Second edition 1988, ISBN 0-330-27083-4
- A Cry in the Jungle Bar (1979), Sydney: Picador 1979, ISBN 0-330-27107-5
- Fortune (1986), Sydney: Picador, Third edition 1990, ISBN 0-330-27061-3
- Our Sunshine (1991), Sydney: Picador 1991, ISBN 0-330-27247-0
- The Drowner (1995), Camberwell, Vic.: Penguin 1996, ISBN 978-0-14-100802-8
- Grace (2005), Camberwell, Vic.: Hamish Hamilton 2005, ISBN 978-0-241-14172-4

### Sammlungen von Kurzgeschichten
- The Bodysurfers (1983), Sydney: Picador, Third edition 1989, ISBN 0-330-27098-2
- The Bay of Contented Men (1989), Sydney: Picador, 1989, ISBN 0-330-27092-3
- Radiant Heat (1989)
- The Rip (2008), Camberwell, Vic.: Hamish Hamilton 2008, ISBN 978-0-241-01536-0

### Als Herausgeber
- Bondi (1984)
- The Picador Book of the Beach (1993) (später The Penguin Book of the Beach)
- The Penguin Book of the City (1997)
- Best Australian Stories 2006 (2006)
- Best Australian Stories 2007 (2007)

### Theaterstücke
- South American Barbecue (1991)
- The Bodysurfers: The Play (1989)

### Sachbücher/Memoiren
- Walking Ella (1999)
- The Shark Net (2000)
- The Shawshank Redemption 2 (2010)